# Lixy Rodríguez
Lixy Rodríguez Zamora (ur. 4 listopada 1990 w Grecii, Kostaryka) – kostarykańska piłkarka, grająca na pozycji obrońcy w meksykańskim klubie León, reprezentantka Kostaryki.